# 佩蒂内奥
佩蒂内奥（義大利語：Pettineo），是意大利西西里大区墨西拿廣域市的一个市镇。总面积30平方公里，人口1445人，人口密度48.2人/平方公里（2009年）。ISTAT代码为083067。